# 阿尔韦尔达德雷瓜
阿尔韦尔达德雷瓜，是西班牙拉里奥哈自治区的一个市镇。总面积23平方公里，总人口2663人（2001年），人口密度116人/平方公里。